# Foobar
foobar（）とは、主に欧米で使用されるメタ構文変数の一つである。
foobarはfooおよびbarの2つに分けて使用されることも多い。3つ目が必要な場合はbazが使われる。

## 語源諸説
foobarの正確な語源は不明であるが、この語が使われだした時期は1930年代からである。
ここに、幾つかの起源についての説を挙げておく。
どれが現在の用法としてのfoobarの語源であるかは不明である。
なお、IETFのRFCで foobar に関して発行されているRFC 3092は、エイプリルフールの日に発行されたRFCであることにも注目すること。

### 伝統語説
FUBAR説
第二次世界大戦時代に陸軍で「どうしようもなくめちゃくちゃ」を意味するスラングとして用いられていたFUBAR (Fucked Up Beyond All Recognition) という言葉からfoobarへと変化したという説。しかし、逆にFUBARという語の方がドイツ語で"恐怖"を意味するfurchtbarに影響されてfooから変化したという説もある。
Smokey Stover説
1930年から1952年までの間に連載されたSmokey Stover（スモーキー・ストーヴァー）という漫画内では"Where there's foo, there's fire"などといった、fooを用いたナンセンスな言葉が幾つか登場している。また、Warner Brothersによると、この漫画の著者であるBill Holman氏は中国製の小立像に書かれていた"幸福"あるいは"福"という"fu"と発音する言葉からfooという言葉を導出したらしい。
foo fighters説
第二次世界大戦中に於いて米軍のレーダーのオペレーターによって、一種の神秘的または見せ掛けの奇跡に対して使われた語"foo fighters"（フー・ファイター）から来ているとする説。このfoo fightersという語は後にUFOと呼ばれるようになる。
しかし、この語のfoo自体が前述のSmokey Stoverから来ているという説が濃厚である。

### コンピュータ用語説
.bar説
.barとは、ファイルの形式について何も暗示しない一般的拡張子である。
BAR説
Base Address Register或いはBuffer Address Registerの略とする説。
FOO説
Forward Observation Observer（偵察隊将校）の略語とする説と、File Open for Output.（出力のためにファイルを開くこと）の略とする説がある。